# American Summer
Pour plus de détails, voir Fiche technique et Distribution.
American Summer (Phat Beach) est une comédie américaine réalisée par Doug Ellin, sortie en 1996.

## Synopsis
Benny King, un adolescent afro-américain timide et complexé âgé de 16 ans, est le souffre-douleur des gamins de moins de 13 ans de la ville. C'est alors qu'il se fait entraîner à Venice Beach par son meilleur ami Daniel, fief du bikini, pour y draguer les plus belles filles de Californie. Bennie sait que ce sera une suite de succès pour un play-boy comme Daniel, alors que lui ne croit qu'au vrai grand amour...

## Fiche technique
- Titre : American Summer
- Titre original : Phat Beach
- Réalisation : Doug Ellin
- Scénario : Cleveland O'Neal III, Brian E. O'Neal, Doug Ellin et Ben Morris
- Musique : Joseph Williams
- Photographie : Jürgen Baum et James A. Lebovitz
- Montage : Jeremy Kasten et Richard Nord
- Production : Cleveland O'Neal III
- Société de production : Connection III Entertainment, Live Entertainment et Orion Pictures
- Pays :  États-Unis
- Genre : Comédie
- Durée : 89 minutes
- Dates de sortie : 
  -  États-Unis : 2 août 1996

## Distribution
- Jermaine Hopkins : Benny King
- Claudia Kaleem : Candace Williams
- Candice Merideth : Tasha King
- Brian Hooks (en) : Durrel Jackson
- Gregg Vance : Mikey Z.
- Coolio : Lui-même
- Eric Fleeks : Carl N. King
- Alma Collins : Janet King
- Jennifer Lucienne : Denise Marie
- Sabrina De Pina : Tanya Watkins
- Tommy « Tiny » Lister : Tiny